# Mall Centro Plaza Liberia
El Mall Centro Plaza Liberia, también llamado Mall Plaza Liberia o simplemente Plaza Liberia es un complejo comercial y de entretenimiento ubicado en  Liberia, ciudad principal y más importante de la provincia de Guanacaste en Costa Rica. Este complejo es el único centro comercial importante de la región Pacifica Norte.

## Historia
El centro comercial fue construido como un esfuerzo por subir la economía y el comercio y por bajar las altas tasas de desempleo de la región.
El complejo fue construido en  Liberia cabecera de la provincia al ser el lugar de mayor comercio de la región, así mismo el dueño, desarrollador y operador del complejo, construyó el primer cine de Guanacaste, el Multicines Liberia.
Además se encuentra la super tienda por departamentos Universal. La más importante del país y única en la región Pacífica

## Tiendas y Servicios
- 1. Caja Costarricense del Seguro Social
- 2. Agencia del Banco de Costa Rica
- 3. Espacio Libre
- 4. Promotec
- 5. Caja Costarricense del Seguro Social
- 6. Kid Store
- 7. La Gloria
- 8. Cafetería
- 9. Kofitok
- 10. Oficinas Administrativas de Mall Centro Plaza Liberia S.A.
- 11. GBD Computación
- 12. Penny Lane Deportive Store
- 13. Multitiendas 
  - Armi
  - Pronto
  - Koaj
  - B.Kull
- 14. Our Closet
- 15. Entretenimiento Tukis
- 16. Restaurante Sabor Típico
- 17. Bisutería Bijoux
- 18. Quique
- 19. Heladería Díaz
- 20. Cajero Automático del Banco Popular y de Desarrollo Comunal
- 21. Tienda Departamental Universal
- 22. Multicines
- 23. Mundo Cartoons
- 24. Caja Costarricense del Seguro Social
- 25. Agencia Tributaria del Ministerio de Hacienda